# Edwin Mills (athlétisme)
Pour les articles homonymes, voir Edwin Mills et Mills.
Edwin Archer Mills (Stretton Baskerville, 17 mai 1878 - Ashby-de-la-Zouch, 12 novembre 1946) est un tireur à la corde britannique. Avec l'équipe britannique de tir à la corde, il remporte la médaille d'or aux Jeux olympiques d'été de 1908 et de 1920 ainsi que la médaille d'argent aux Jeux olympiques d'été de 1912.